# Agnes Morton
Agnes Mary Morton Stewart, detta Agatha (Halstead, 6 marzo 1872 – Kensington, 5 aprile 1952), è stata una tennista britannica.

## Carriera
Nel 1914 ottenne il suo miglior risultato vincendo il torneo di doppio a Wimbledon, in coppia con Elizabeth Ryan, battendo Ethel Larcombe e Edith Hannam 6-1, 6-3. Sempre a Wimbledon raggiunse per due volte la finale nel singolare, nel 1908 e nel 1909, venendo sconfitta rispettivamente da Charlotte Cooper Sterry e Dora Boothby.

## Statistiche

### Doppio

#### Vittorie (1)
| Numero | Anno | Torneo            | Superficie | Compagna       | Avversari in finale         | Punteggio          |
| 1.     | 1914 | Wimbledon, Londra | Erba       | Elizabeth Ryan | Ethel Larcombe Edith Hannam | 2-6, 7-6, 6-4, 6-4 |